# The Smile (Live at Montreux Jazz Festival, July 2022)
The Smile (Live at Montreux Jazz Festival, July 2022) è il primo EP del gruppo musicale britannico The Smile, pubblicato il 14 dicembre 2022 dalla XL Recordings.

## Descrizione
Comprende registrazioni dell'esibizione tenuta dal gruppo al Montreux Jazz Festival del 2022, occasione in cui sono stati presentati diversi brani tratti da A Light for Attracting Attention, nonché l'inedito Bending Hectic, tuttavia non incluso all'interno dell'EP.
L'intero concerto è stato inoltre reso disponibile integralmente per i soli due giorni che hanno seguito il lancio del disco sul canale YouTube dei The Smile.

## Tracce
Testi di Thom Yorke, musiche di Thom Yorke, Jonny Greenwood, Tom Skinner e Nigel Godrich.
1. Pana-vision – 4:16
2. Thin Thing – 4:24
3. The Opposite – 3:18
4. Speech Bubbles – 3:53
5. Free in the Knowledge/A Hairdryer – 11:53
6. The Smoke – 4:04
7. You Will Never Work in Television Again – 3:10

## Formazione
Hanno partecipato alle registrazioni, secondo quanto riportato dall'etichetta:
Gruppo
- Thom Yorke – voce, chitarra elettrica (tracce 3, 5 e 7), basso (tracce 2, 3 e 6), pianoforte (traccia 1), sintetizzatore (traccia 5), chitarra acustica (traccia 5)
- Jonny Greenwood – chitarra elettrica (tracce 2, 3 e 6), basso (tracce 1, 5 e 7), sintetizzatore (traccia 4) pianoforte (tracce 4 e 5)
- Tom Skinner – batteria, sintetizzatore (traccia 5)

Altri musicisti
- Robert Stillman – sassofono (traccia 7)

Produzione
- Mikko Gordon – ingegneria del suono, missaggio